# Conseil supérieur des imams, des mosquées et des affaires islamiques de Côte d'Ivoire
Le Conseil Supérieur des Imams, des Mosquées et des Affaires islamiques de Côte d'Ivoire (Cosim) auparavant Conseil Supérieur des Imans de Côte d'Ivoire, créé en 1988 à Abidjan, est l'instance suprême qui traite des questions islamiques du pays.

## Historique
À la fin des années 1980, la communauté musulmane en Côte d’Ivoire est en pleine restructuration. Parmi les nombreuses associations présentes dans l’espace public, deux d’entre elles se distinguent par les multiples actions qu’elles posent en direction de l’islam, mais aussi en faveur des intérêts des musulmans. Ce sont le Conseil Supérieur des Imams (Cosim) et le Conseil National Islamique (CNI).
Avec des attributions différentes et précises, les deux structures vont entrer en collision sur la question du leadership. Cette quête de légitimité se nourrit également de mutations politiques qui s’opèrent dans le pays et dont les effets se ressentent même dans la sphère religieuse. Même si la confrontation ne fut jamais directe, le Cosim finit par s’imposer et se présenter comme le principal interlocuteur de la communauté musulmane nationale,.
En juin 2019, le Conseil Supérieur des Imams de Côte d’Ivoire change de dénomination et dévient le Conseil Supérieur des Imams, des mosquées et des affaires islamiques en Côte d’Ivoire, sans toutefois changer de sigle qui reste Cosim.

## Création du Cosim
Jusqu’en 1979, c’est le Conseil Supérieur Islamique (CSI) qui était le seul organe de coordination des activités de toutes les associations islamiques dont l’objectif était de défendre leurs intérêts en Côte d’Ivoire et à l’étranger. Mais les accointances supposées ou réelles du CSI avec le pouvoir politique firent de cette association, une structure amorphe sans impact sur la communauté musulmane du pays. En 1990, son premier responsable, Diaby Moustapha dit Koweït ne fit jamais l’unanimité au sein de la communauté : il n’était pas imam et personne n’avait jamais vu ses diplômes coraniques. Ses relations avec le régime d’Houphouët Boigny — il était membre du bureau du Parti Démocratique de Côte d’Ivoire (PDCI-RDA) — lui avaient permis d’usurper le poste à Gaoussou Diabaté.
Toutes choses qui accentuèrent la division au sein des communautés parce que le groupe des néo-réformistes y vit la main obscure du pouvoir politique dans sa volonté de contrôler les musulmans. Les diverses communautés musulmanes, dispersées au gré de l’implantation des mosquées, ressentaient donc un vide en l’absence d’une véritable structure fédérative capable d’être un bon porte-parole de la communauté et de régler surtout le problème des débuts et des fins du mois de ramadan. Cette situation avait trouvé une ébauche de solution avec notamment le calendrier islamique mis sur pied par Alpha Cissé, alors enseignant-chercheur à l’université d’Abidjan. Très engagé pour la cause de l’islam, il élabora avec la collaboration de l’Institut de Géographie Tropicale (IGT) dont il était membre, un calendrier musulman à partir de l’observation des cycles du croissant lunaire. Cela permettait d’anticiper et de fixer le début du mois du ramadan et sa fin. Mais après la mort d’Alpha Cissé en 1984, la majorité des musulmans arrêta de s’inspirer de ce calendrier en raison certainement de l’absence d’une structure et d’un leader charismatique dont les recommandations pouvaient faire l’unanimité. Conséquence, les fêtes islamiques, surtout celles qui consacraient la fin du ramadan, se déroulaient dans un cafouillage total : des musulmans fêtaient parfois quand d’autres au même moment continuaient d’achever la dernière décade du ramadan. Pire parfois, souligne Tidiani Ba, un membre fondateur du Cosim. Face à cette situation qui devenait exaspérante, certaines voix au sein de la communauté suggérèrent ainsi de s’aligner sur les décisions de l’Arabie Saoudite d’autant plus qu’il est considéré comme le berceau des lieux saints islamiques. Cette proposition fut rejetée, semble-t-il, à cause de la distance — réelle et importante — qui sépare la Côte d’Ivoire de l’Arabie Saoudite. D’autres ont évoqué la référence aux pays limitrophes comme le Mali, la Guinée et le Burkina Faso.
En 1987, une annonce de l’apparition de la lune parut à tort dans les médias. Ce qui provoque un désordre au sein de la communauté et conduisit derechef les fidèles à fêter de manière éparse ; les musulmans ressortissants des pays limitrophes se focalisèrent sur les dates retenues par leurs pays d’origine et les musulmans ivoiriens étaient comme pris au piège, faute d’une bonne organisation. Pour sortir de toutes ces incohérences en 1988, le groupe néoréformiste, de concert avec des élites maraboutiques, émit l’idée d’un forum d’imams pour parler certes d’une seule voix, mais aussi pour régler tous les problèmes liés au dogme ; la détermination du début et de la fin du ramadan en faisait partie. Sous l’égide d’Aboubacar ou Cheick Boikari Fofana, une rencontre eut lieu à son domicile à Adjamé, puis à Treichville. Trois ans plus tard, le 12 novembre 1991, il est agréé par les autorités ivoiriennes.
Enfin, la naissance du Cosim résulte d’une simple affaire de lune. Ce prétexte servit de paravent à la mise en place d’une association formelle composée d’imams issus des milieux maraboutiques, mais aussi ceux de tendance wahhabite et néoréformiste.

## Les objectifs assignés au Cosim
Les objectifs majeurs du Cosim au nombre desquels figurent entre autres l’amélioration des conditions de vie et de travail des imams, la supervision et la construction des mosquées, l’harmonisation des heures de prières, de dates de début et de fin de Ramadan, et des fêtes religieuses, la diffusion et le développement de l’islam en Côte d’Ivoire.

## Présidence du Cosim
Le premier président du Cosim fut ainsi Mattié Diakité de la mosquée «Dioula » de Treichville. Né à Odienné en 1898, il est instruit directement par son père, maître coranique.
Un an après son retour de l'exil, Cheick Boikari Fofana prend les rênes du Cosim. Près de 300 imams venus de toute la Côte d’Ivoire, 28 imams venus de l’étranger et le Premier ministre Guillaume Soro, représentant le nouveau gouvernement d’unité nationale, assistèrent en avril 2007 à son intronisation officielle.
Porté à la tête de la plus importante organisation musulmane en Côte d’Ivoire, le 29 mai 2020, après le décès du Covid-19 de son prédécesseur, le Cheick Aïma Mamadou Traoré, 77 ans, était l’imam de la grande mosquée de la Riviera Golf à Abidjan,.
En 2021, à la mort du Cheick Mamadou Traoré, le Conseil Supérieur des imams, des Mosquées et des Affaires islamiques désigne un nouveau président, le Cheick Aïma Ousmane Diakité qui lui succède le 25 avril 2021.